# Puquio (ciudad)
Puquio (del quechua: pukyu, que significa 'manantial') es una ciudad peruana, capital del distrito homónimo y de la provincia de Lucanas en el departamento de Ayacucho. Está ubicada en los Andes del Sur del país, a 3214 m s. n. m., en la cuenca alta del río Acarí. Tiene aproximadamente 17 mil habitantes.

## Historia
Puquio aparece en el escenario histórico en el año 1737, año en que se termina de construir su iglesia matriz. Anteriormente, la ciudad de Puquio estaba ubicada en el lugar denominado Ccollpamayo, sitio en que hoy existen ruinas de antiguas edificaciones. Se cree que la ciudad se trasladó a consecuencia de un terremoto que destruyó la ciudad totalmente. El nuevo sitio era más seguro y resistente a los terremotos. 
La historia de Puquio es tan relativa e hipotética que, después de milenios, tengamos quizá la tentativa de hurgar en ese espacio - tiempo histórico de esta raza maravillosa, que según el cronista historiador Garcilaso de la Vega, los bravos Rucanas fueron conquistados por Inca Roca permaneciendo por tres años en este lugar. 
Otros estudiosos centralizan en la historia que por los años 1340, el Inca Viracocha visitaba regularmente la comarca de los Rucanas y de los Soras, de Antamarca (hoy Andamarca) y de la cultura Nazca y que después de supervisar las grandes obras que tenía emprendida en todo el imperio incaico, al llegar a la comarca de Puquio, la bautizó con el nombre de Puquio-Puquio (pukiupukio), por existir en la mayor parte de su suelo puquiales de gran magnitud, y dividió a esta en cuatro ayllus: Chaupi, Ccollana, Ccayao y Pichccachuri.
En su última visita cuenta la leyenda que el Inca Viracocha se enamoró de una hermosa doncella Sasahue, y para ganar sus favores le ofreció darle agua a su pueblo sobre todo para las tierras eriazas y montescas de Puquio, disponiendo la apertura acelerada de un canal subterráneo de Angares a Lucanas, de ciento veinte leguas de longitud y que hasta la fecha sigue su curso en una porción regular de agua en el lugar denominado "Pedro Saqahue Orqo", lugar sagrado para los ayllus de Puquio que en el mes de agosto los Aukis y toda su comitiva hacen la "Pagapa" en este lugar a más de cuatro mil metros de altura.
Otras crónicas en las que se tiene conocimiento dicen que por el año 1857 fue creado como distrito, y en el año de 1975 es elevada a capital de Provincia por su ubicación estratégica. A partir de aquella fecha sigue su camino hacia el desarrollo y en la década de 1920 se convierte en un polo de desarrollo, por la conexión de la carretera Nazca-Puquio. Actualmente es un punto gravitante y un puerto terrestre en Ayacucho Sur, que por su condición comercial y de comunicación fluida es fuente de trabajo y progreso.

## Geografía
Puquio es la capital de la provincia de Lucanas del departamento de Ayacucho. Lucanas tiene una superficie de 14,494.64 km², representando así el 33.08 % del territorio de Ayacucho, con una altitud promedia de 3,214 m s. n. m.
Puquio es la ciudad con mayor desarrollo y crecimiento del sur de Ayacucho al ser capital de la provincia más extensa del departamento, con tendencia a convertirse en centro de servicios para la producción. Su articulación es mayormente con el departamento de Ica y débil con zonas del Sub Espacio Central y Norte del departamento de Ayacucho.
La Zona de Vida Natural de Puquio, es la denominada Estepa - Montano Subtropical (e-MBS) el cual es un ecosistema de clima sub húmedo y semi frío, 350 mm a 500 mm de precipitación pluvial promedio anual, 10 °C a 12 °C de biotemperatura media anual, presentándose algunas veces temperaturas de congelación (0 °C). Su topografía es accidentada (tierra de protección). Sin embargo, presenta áreas con sectores de relieve suave, de laderas de montaña que permiten el incremento de áreas agrícolas, además de las terrazas o andenerías, favorables para el desarrollo de la agricultura.
Puquio cuenta con Tierras Aptas para cultivos en limpio (A) - Subclase de Tierras de Calidad Agrológica Media con Limitaciones de Suelo: Símbolo A2s(r), tierras que reúnen condiciones ecológicas que permiten la remoción periódica y continuada del suelo para la sembradura de plantas herbáceas y semi arbustivas de corto periodo vegetativo, bajo técnicas económicamente accesibles a los agricultores del lugar, sin deterioro de la capacidad productiva del suelo, ni alteración del régimen hidrológico de la cuenca. Algunas tierras son de buena capacidad de labranza que permiten la mecanización agrícola. Son utilizadas para cultivos de tubérculos, cereales, hortalizas, frutales, pastos y algunas especies forestales, con escasas técnicas agronómicas y carencia de una adecuada labranza, fertilización mineral, empleo de material genético mejorado y el control fitosanitario.

## Transporte
La ciudad de Puquio es un nudo comercial al estar interconectado a la carretera Interoceánica permitiendo su fácil conexión e intercambio comercial con la capital del Perú Lima y las principales ciudades del sur del país como Abancay, Cusco, Puerto Maldonado, etc. 

### Hidrografía
Puquio se encuentra ubicado en la red hidrográfica que fluye a la vertiente del Pacífico, específicamente en la cuenca del Río Acarí es la cuarta en extensión dentro de la vertiente del Pacífico, con una extensión de 349,043.206 has, es decir el 8.017% del territorio departamental. Abarca parte de la Provincia de Lucanas, ente los distritos de San Pedro, Saisa, Santa Lucía, San Cristóbal, Puquio, San Juan y Lucanas.
En los análisis de la calidad de aguas del Río Acarí se excedió solo la Clase I de la Ley General de Aguas y el valor Guía de la OMS, por lo que deberá tratarse las aguas antes de destinarlas al uso poblacional. Tiene un caudal promedio de 19 m³/s. Los principales ríos de esta cuenca son
el río San Pedro, Chilques, Geronta, y San José.
Los lagos y lagunas constituyen fuentes de aguas superficiales y pueden definirse simplemente como cuerpos de agua que llenan las depresiones de la corteza terrestre. Las represas son lagunas artificiales hechas por el hombre.
Las lagunas de mayor importancia por el uso en la agricultura y donde se han realizado obras civiles para incrementar su capacidad de represamiento son:
1. La laguna de Yaurihuiri: ubicada en el distrito de Puquio, Provincia de Lucanas, con vaso natural que recibe las aguas que se derivan de las lagunas de Pucaccocha, Islaccocha, Apinaccocha, Orconccocha, Tipiccocha, Parccoccocha; son derivadas para el riego en el distrito de Puquio.
2. La presa de Pachaya: las aguas del Río Cceronta contienen sales provenientes de las aguas termales que afloran en la parte alta. Para bajar esta concentración esta agua se junta a las de la laguna de Yaurihuiri y puede ser aprovechado para el riego; sin embargo, las tierras que se vienen regando corren el riesgo de salinidad.

### Clima
Según la clasificación de Köppen, el clima de Puquio es Seco - Alto Montano.
| Parámetros climáticos promedio de Puquio | Parámetros climáticos promedio de Puquio | Parámetros climáticos promedio de Puquio | Parámetros climáticos promedio de Puquio | Parámetros climáticos promedio de Puquio | Parámetros climáticos promedio de Puquio | Parámetros climáticos promedio de Puquio | Parámetros climáticos promedio de Puquio | Parámetros climáticos promedio de Puquio | Parámetros climáticos promedio de Puquio | Parámetros climáticos promedio de Puquio | Parámetros climáticos promedio de Puquio | Parámetros climáticos promedio de Puquio | Parámetros climáticos promedio de Puquio |
| Mes                                      | Ene.                                     | Feb.                                     | Mar.                                     | Abr.                                     | May.                                     | Jun.                                     | Jul.                                     | Ago.                                     | Sep.                                     | Oct.                                     | Nov.                                     | Dic.                                     | Anual                                    |
| ---------------------------------------- | ---------------------------------------- | ---------------------------------------- | ---------------------------------------- | ---------------------------------------- | ---------------------------------------- | ---------------------------------------- | ---------------------------------------- | ---------------------------------------- | ---------------------------------------- | ---------------------------------------- | ---------------------------------------- | ---------------------------------------- | ---------------------------------------- |
| Temp. máx. media (°C)                    | 19.2                                     | 19.2                                     | 19.1                                     | 19.4                                     | 19.1                                     | 18.2                                     | 17.8                                     | 18.8                                     | 19.5                                     | 20.7                                     | 20.8                                     | 19.8                                     | 19.3                                     |
| Temp. media (°C)                         | 12                                       | 12.2                                     | 12.1                                     | 11.7                                     | 10.5                                     | 9.1                                      | 8.6                                      | 9.3                                      | 10.5                                     | 11.3                                     | 11.7                                     | 11.9                                     | 10.9                                     |
| Temp. mín. media (°C)                    | 9.9                                      | 9.3                                      | 8.2                                      | 7.1                                      | 6.3                                      | 5.1                                      | 6.6                                      | 7.1                                      | 8.5                                      | 8                                        | 9.6                                      | 8                                        | 7.8                                      |
| Fuente: climate-data.org                 |                                          |                                          |                                          |                                          |                                          |                                          |                                          |                                          |                                          |                                          |                                          |                                          |                                          |

## Autoridades

### Municipales
- 2019 - 2022
  - Alcalde: Luis Alfonso Moya Mora, de Alianza para el Progreso.
  - Regidores:

  1. Simón Lizarbe Meléndez (Alianza para el Progreso)
  2. Reyna Yuly Medina Mendívil (Alianza para el Progreso)
  3. Iván Antonio Navarro Condori (Alianza para el Progreso)
  4. Javier Toledo Valencia (Alianza para el Progreso)
  5. Gerardo Fernández Gamboa (Alianza para el Progreso)
  6. Juan Sebastián Pariona Cuba (Alianza para el Progreso)
  7. Carlos Javier Atahua Godoy (Desarrollo Integral Ayacucho)
  8. Benito Delgado Poma (Musuq Ñan)
  9. Sandro Ccaico Inca (Movimiento Regional Gana Ayacucho)

Alcaldes anteriores
- 2015 - 2018: Wilber Alfredo Velarde Rojas, Alianza Renace Ayacucho (ARA).
- 2011 - 2014: Wilber Alfredo Velarde Rojas, Movimiento Independiente Regional Todos con Ayacucho (TcA).
- 2007 - 2010: Alcalde: Pedro Fernando Tincopa Calle.